# Billy Zane
William George Zane Jr., ameriški igralec in producent, * 24. februar 1966 Chicago, Illinois, ZDA.                                                                                                                                 
Zane je zaslovel leta 1997 po igranju vloge Caledona Hockleya v filmu Titanic. Njegovi drugi filmi vključujejo Nazaj v prihodnost (1985) in nadaljevanje Nazaj v prihodnost 2. Del (1989), Mrtvi mir (1989), televizijske serije Twin Peaks (1991), Tombstone (1993), Demon Knight (1995), The Phantom (1996) in videoigrica Kingdom Hearts (2002).

## Zgodnje življenje
Zane se je rodil leta 1966 v Chicagu. Njegova starša sta bila Thalia in William George Zane Sr. Njegova starša sta bila Thalia in William George Zane. Billiyev pravi priimek je Zanetakos, ker so njegovi starši deloma Grki. Njegova starejša sestra je Lisa Zane , prav tako igralka. Zane je končal osnovno šolo Francis W. Parker in obiskoval umetniški tabor. 

## Kariera

### Osemdeseta leta
Prva njegova znana vloga je bila v filmu Nazaj v prihodnost, leta 1985. Leta 1989 je Zane znova zaigral v nadaljevanju tega filma. Pozneje je igral v filmu Dead Calm z Nicole Kidman.  

### Devetdeseta leta
Samostojno je Zane prvič igral v nizkoproračunskem filmu Megaville, leta 1990. Leta 1993 je igral v filmu Sniper. Njegov prvi visokoproračunski film je bil Fantom. Leta 1997 je Zane igral v filmu Titanic, kjer je igral ameriškega tajkuna Caledona Hockleya in bil nominiran za nagrado SAG.

### 2000 - danes
Leta 2000 je Zane posnel film The Beliver. Je zelo dober pevec, zato je nastopal v številnih šovih na Broadwayu. Igral je še v številnih filmih, vendar v nobenem drugem filmu ni dobil toliko slave, kot je dobil v filmu Titanic. 

## Filmografija

### Najpomembnejše vloge
| Leto | Film                 | Vloga                    | Drugo                    |
| ---- | -------------------- | ------------------------ | ------------------------ |
| 1985 | Nazaj v prihodnost   | Tekmovalec               |                          |
| 1989 | Nazaj v prihodnost 2 | Tekmovalec               |                          |
| 1991 | Megaville            | Palin / Jensen           |                          |
| 1993 | Sniper               | Richard Miller           |                          |
| 1996 | Fantom               | The Phantom / Kit Walker |                          |
| 1996 | Glava nad vodo       | Kent                     |                          |
| 1997 | Titanik              | Caledon Hockley          | Nominiran za nagrado SAG |
| 1999 | Kleopatra            | Marko Antonije           |                          |
| 2001 | Zoolander            | Igralec                  |                          |
| 2001 | Vernik               | Curtis Zampf             |                          |
| 2005 | Zadnja kapljica      | Oates                    |                          |
| 2005 | Spomin               | Taylor Briggs            |                          |
| 2005 | Don Juan             | Don Juan                 |                          |